# Graafschap Schaumburg
Schaumburg was een tot de Nederrijns-Westfaalse Kreits behorende graafschap binnen het Heilige Roomse Rijk.

## Geschiedenis

### 1111 tot 1640

Graafschappen en hertogdommen in Noord-Duitsland.                   Situatie rond 1250.                           Schaumburg ligt linksonder op deze kaart.

Het graafschap draagt dezelfde naam als de burcht Schaumburg (daarvoor: Schauenburg). De burcht bevindt zich binnen de gemeentegrenzen van Rinteln. De burcht is vanaf de 12e eeuw ook de naamgever van een grafelijk geslacht, dat in 1111 door de Saksische hertog Lotharius van Supplingenburg beleend wordt met het graafschap Holstein en Stormarn.
In 1241 delen de zonen van graaf Adolf IV:
- Jan I krijgt Kiel en Segeberg. Deze tak sterft in 1321 uit.
- Gerard I krijgt Itzehoe, Plön, Rendsburg en Schaumburg.

In 1290/5 delen de zonen van Gerard van Holstein-Itzehoe de bezittingen opnieuw:
- Gerard II krijgt Plön. Deze tak sterft in 1390 uit.
- Adolf VI krijgt Schaumburg.
- Hendrik I krijgt Rendsburg. Deze tak sterft in 1459 uit. Vrijwel heel Holstein komt dan aan Christiaan I van Denemarken.

De tak Schaumburg verwerft in 1307/14 de heerlijkheid Pinneberg en koopt in 1377 het graafschap Sternberg. Omdat Sternberg in 1399 aan Lippe verpand wordt, gaat dit graafschap uiteindelijk weer verloren. Bij de overgang in 1459 van het graafschap Holstein en het hertogdom Sleeswijk aan de graaf van Oldenburg moeten de graven genoegen nemen met een afkoopsom en het behoud van Pinneberg.
In 1492 wordt door het huwelijk van graaf Jan IV met Cordula van Gemen de heerlijkheid Gemen geërfd. In 1573 volgt als erfenis de heerlijkheid Bergen in Holland.
De zonen van Joost I delen de bezittingen na zijn dood in 1531:
- Jan V in het graafschap Schaumburg (uitgestorven 1560)
- Otto IV in het graafschap Holstein-Pinneberg (uitgestorven 1622)
- Joost II in de heerlijkheid Gemen (uitgestorven 1640)

### De verdeling van het graafschap in 1640
Na het uitsterven van de tak in Schaumburg in 1560 komt het graafschap aan de tak Pinneberg en na het uitsterven van die tak in 1622 aan de laatst overgebleven tak te Gemen. Graaf Ernst wordt in 1619 verheven tot rijksvorst. Hij sticht in 1621 een universiteit in Rinteln. Omdat hij geen nakomelingen heeft is hij de enige vorst van Schaumburg. Zijn opvolgers zijn weer graaf.
Als het geslacht met Otto VI in 1640 uitsterft, bezet de koning van Denemarken als hertog van Holstein het graafschap Pinneberg. De heerlijkheid Gemen vererft aan Limburg-Styrum.
Het graafschap Schaumburg wordt als volgt verdeeld:
- De hertog Brunswijk-Lüneburg krijgt enige voogdijen met Lauenau en Bokeloh
- De landgraaf van Hessen-Kassel krijgt de ambten Schaumburg, Rodenberg en het halve ambt Sachsenhagen.
- De graaf van Schaumburg-Lippe krijgt Bückeburg, Stadthagen, Hagenburg, Arensburg en het halve ambt Sachsenhagen.

Zowel de landgraaf van Hessen als de graaf van Lippe gaan de titel graaf van Schaumburg voeren. De jure is de graaf van Lippe voor zijn aandeel onderworpen aan de landgraaf van Hessen.

### Het Hessische deel van het graafschap na 1640

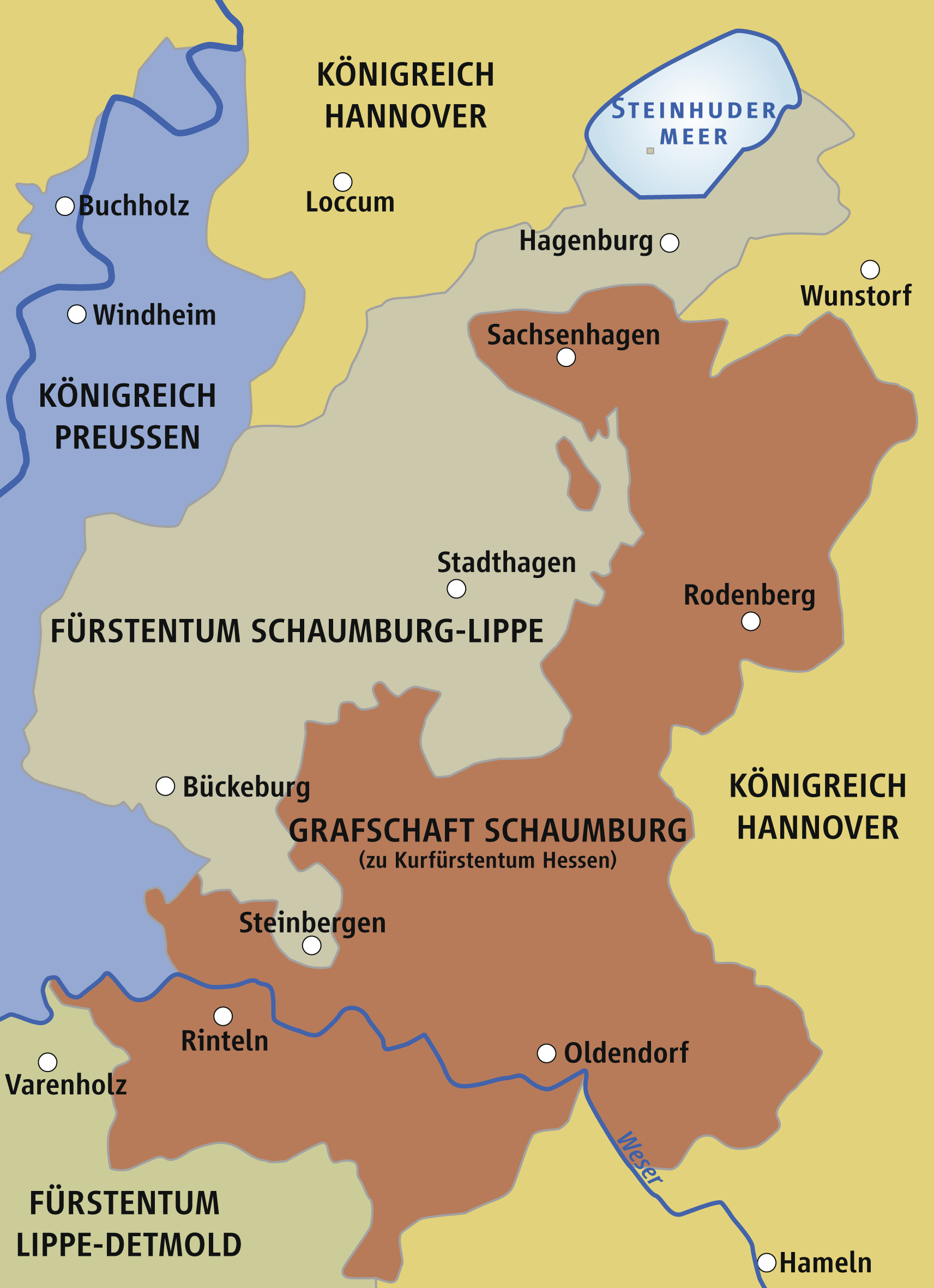
De twee graafschappen Schaumburg in de 19e eeuw

Het Hessische deel wordt onder de aanduiding Graafschap Schaumburg in een personele unie met het landgraafschap Hessen-Kassel geregeerd. Op 18 augustus 1807 wordt het keurvorstdendom Hessen-Kassel en dus ook dit deel van het graafschap Schaumburg ingelijfd bij het koninkrijk Westfalen. Bij de restauratie van het keurvorstendom Hessen-Kassel door het congres van Wenen in 1815 komt Schaumburg weer bij dat vorstendom.
Dit deel wordt in 1866 evenals de rest van het keurvorstendom Hessen door Pruisen veroverd en vervolgens ingedeeld in de nieuwe Pruisische provincie Hessen-Nassau, waarbij het vanaf 1904 als district Landkreis Grafschaft Schaumburg (bestuurscentrum bevond zich in Rinteln) bestuurd wordt. Op 1 augustus 1932 wordt het gebied bij bestuurshervorming toegevoegd aan de Pruisische provincie Hannover. Na de Tweede Wereldoorlog komt het district te liggen in de Britse bezettingszone en wordt daardoor in 1946 onderdeel van de nieuwe deelstaat Nedersaksen.

### Het Lippische deel van het graafschap na 1640
Ten gevolge van het huwelijk van Simon VI van Lippe met Elizabeth van Holstein-Pinneberg en Schaumburg komt dit deel aan de graven van Lippe en wel aan hun derde zoon: Philips van Lippe-Alverdissen.

## Het wapen van Schaumburg
Het Schaumburgse wapenkenmerk, het netelblad (Duits: Nesselblatt), bevindt zich dan ook in het heraldische wapen van de deelstaat Sleeswijk-Holstein maar ook in de heraldische wapens van gemeenten, bijvoorbeeld Kiel, Preetz en Plön, die gesticht werden door de graven van Holstein-Schaumburg (ook gespeld als: Schauenburg).

## Regenten
| regering        | naam         | geboren       | overleden     | familie                         |
| --------------- | ------------ | ------------- | ------------- | ------------------------------- |
| 1290-1315       | Adolf VI     | ongeveer 1256 | 13-5-1315     |                                 |
| 1315-1353       | Adolf VII    | 1297          | 5-9-1353      | zoon                            |
| 1353-1366/70    | Adolf VIII   | voor 1330     | 13-10-1366/70 | zoon                            |
| 1353/66-1404    | Otto I       | voor 1353     | 16-3-1404     | broer                           |
| 1353-1360       | Simon        | voor 1353     | 1360          | broer                           |
| 1404-1426       | Adolf X      | voor 1391     | 9-10-1426     | zoon van Otto I                 |
| 1426-1464       | Otto II      | 1400          | 1-6-1464      | zoon                            |
| 1464-1474       | Adolf XII    | 1419          | 24-5-1474     | zoon                            |
| 1464-1485/92    | Erik         | 1420          | 24-3-1492     | broer                           |
| 1492-1510       | Otto III     | 5-5-1426      | 9-10-1510     | broer                           |
| 1464/98-1527    | Jan IV       | 1449          | 30-3-1527     | broer                           |
| 1474-1526       | Anton        | 1439          | 22-12-1526    | broer                           |
| 1526/27-1531/33 | Joost I      | 1483          | 5-6-1531      | zoon van Jan IV                 |
| 1531/33-1544    | Adolf XIII   | 19-1-1511     | 20-9-1556     | zoon, 1546 keurvorst van Keulen |
| 1533/44-1576    | Otto IV      | 1517          | 21-12-1576    | broer                           |
| 1553-1560       | Jan II       |               | 10-1-1560     | broer                           |
| 1533/57-1581    | Joost II     | 1524          | 29-5-1581     | broer                           |
| 1576/82-1601    | Adolf XIV    | 27-10-1547    | 2-7-1601      | zoon van Otto IV                |
| 1592/1601-1622  | Ernst        | 24-9-1566     | 15-10-1597    | broer                           |
| 1581-1593/97    | Hendrik V    | 21-2-1566     | 15-10-1597    | zoon van Joost II               |
| 1581-1616       | Joost Herman | 6-10-1593     | 5-11-1635     | zoon                            |
| -1601           | Julius       | 26-10-1585    | 21-1-1601     | zoon van Adolf XIV              |
| 1635-1640       | Otto V       | 1-3-1614      | 15-11-1640    | kleinzoon van Joost II          |